# Пустынька (Гришинское сельское поселение)
Пустынька — опустевшая деревня в Оленинском муниципальном округе Тверской области.

## География
Находится в юго-западной части Тверской области на расстоянии приблизительно 11 км на юг-юго-восток по прямой от административного центра округа поселка Оленино.

## История
В 1859 году здесь (деревня Бельского уезда Смоленской губернии) было учтено 16 дворов, в 1939 — 37. До 2019 года входила в состав ныне упразднённого Гришинского сельского поселения.

## Население
Численность населения: 131 человек (1859 год), 1 (русские 100 %) в 2002 году, 0 в 2010.